# Sartorius (Gesetzessammlung)
Die Sartorius-Gesetzessammlung deutscher Verfassungs- und Verwaltungsgesetze wurde von Carl Sartorius ab 1903 begründet. Sie wird heute im Verlag C. H. Beck herausgegeben. Wie der „Habersack“ (bis Mitte 2021 „Schönfelder“ genannt) sind die öffentlich-rechtlichen Sartorius-Textsammlungen in einem roten Plastik-Einband gehalten, wobei auch im Zusammenhang mit einem Abonnementvertrag hochwertigere Ledereinbände angeboten werden.
Neben der Ausgangstextsammlung (auch: Sartorius I) sind daneben erschienen:
- Sartorius II: Internationale Verträge, Europarecht
- Sartorius III: Verwaltungsgesetze (Ergänzungsband für die neuen Bundesländer [vormals: DDR-Sartorius])

Seit 2003 gibt es einen Ergänzungsband für den Sartorius I, der eine Reihe von Nebengesetzen aufgenommen hat. Die Sartorius-Bände umfassen damit einen großen Ausschnitt des öffentlichen Bundesrechts. Gemeinsam mit den Habersack-Textsammlungen bilden sie mit Ausnahmen von speziellen Bundesrechtsverordnungen und Bundessatzungen fast das gesamte Bundesrecht ab.
Die Textsammlung wird als Loseblattwerk geführt und etwa dreimal im Jahr aktualisiert. Die ISBN des nach dem Erscheinen jeder Lieferung neu gedruckten Grundwerkes lautet ISBN 978-3-406-45645-9. Die Textsammlung ist inzwischen als Sartorius plus auch auf CD-ROM erhältlich.
Der Sartorius I gehört zu den in der Ersten und Zweiten juristischen Abschlussprüfung zugelassenen Hilfsmitteln.